# 申浏
申浏（1619年—1680年）是朝鮮半島历史朝代朝鲜王朝的将军。出生于两班名门－世居今庆尚北道漆谷郡的平山申氏。
1645年参加武举后履历一系列职务，1654年，他出任李朝北边咸镜北道长白山下的惠山僉使（今属北朝鲜两江道惠山市）。
1658年，奥努弗里·斯捷潘诺夫为首的沙俄军队侵入满洲，他率领200名朝鲜军人从咸镜北道出发，协同清朝兵对俄军予以抗击，经牡丹江顺流而下至于黑龙江干流一带，并将此经历记录下来，写有一本《北征日记》，1980年曾印刷出版。
他是朝鲜历史上与俄罗斯接触的第一人。